# Sœurs de la Sainte Famille de Spolète
Les sœurs de la Sainte Famille de Spolète (Congregationis Sororum a S.Familia) sont une congrégation religieuse hospitalière féminine de droit pontifical.

## Historique
En 1887, Pierre Bonilli (1841-1935) ouvre un orphelinat et demande aux sœurs de la Sainte Famille de Bergame de gérer l'établissement mais celles-ci n'ont pas la possibilité d'accepter, Bonilli décide alors de former une nouvelle congrégation et le 13 mai 1888 les quatre premières postulantes font leur prise d'habit des mains de Mgr Elvezio Pagliari, archevêque de Spolète. 
L'institut reçoit le décret de louange le 8 mars 1911, ses constitutions sont définitivement approuvées par le Saint-Siège le 10 mai 1932.  

## Activités et diffusion
Les sœurs de la Sainte Famille se dédient aux soins des orphelins, des malades, des handicapés, et des personnes marginalisées.
Elles sont présentes en : 
- Europe : Italie, Roumanie.
- Amérique : Brésil, Chili, Guatemala, Salvador.
- Afrique : Côte d'Ivoire.
- Asie : Inde.

La maison généralice est à Rome. 
En 2017, la congrégation comptait 286 sœurs dans 42 maisons.